# 吕嘉 (吕王)
呂嘉（?—?），汉朝诸侯王，西汉第二代吕王。祖父吕泽是吕后的长兄。前187年，其父吕台被吕后封为吕王，违背了汉高帝的非刘氏不王的原则。当年薨逝，吕嘉嗣位。因为吕嘉行为不检点，被吕后废黜，由他叔叔吕产接任吕王。
| 前任： 吕台 | 西汉吕王 前186年—前182年 | 繼任： 吕产 |